# (382) Dodona
(382) Dodona ist ein Asteroid des äußeren Hauptgürtels, der am 29. Januar 1894 vom französischen Astronomen Auguste Charlois am Observatoire de Nice bei einer Helligkeit von 12 mag entdeckt wurde.
Der Asteroid ist benannt nach Dodona, einer berühmten antiken Stadt mit einem berühmten Orakel des Zeus auf einem nahegelegenen Hügel. Stadt und Tempel wurden von Deukalion nach einer Sintflut erbaut. Dodona wurde 219 v. Chr. zerstört. Julius Bauschinger, der Direktor des Astronomischen Rechen-Instituts in Berlin, veröffentlichte 1901 die Namen von 34 von Charlois entdeckten Asteroiden zwischen den Nummern (356) und (451). Im Text heißt es lediglich: „Nach Zustimmung des Herrn Charlois haben folgende von ihm entdeckten… Planeten nachstehende Namen erhalten.“ Es liegt daher nahe, dass die Namen vom Astronomischen Rechen-Institut ausgewählt wurden.

## Wissenschaftliche Auswertung
Aus Ergebnissen der IRAS Minor Planet Survey (IMPS) wurden 1992 erstmals Angaben zu Durchmesser und Albedo für zahlreiche Asteroiden abgeleitet, darunter auch (382) Dodona, für die damals Werte von 58,4 km bzw. 0,16 erhalten wurden. Eine Auswertung von Beobachtungen durch das Projekt NEOWISE im nahen Infrarot führte 2011 zu vorläufigen Werten für den Durchmesser und die Albedo im sichtbaren Bereich von 61,4 km bzw. 0,15. Nach neuen Messungen mit NEOWISE wurden die Werte 2014 auf 65,2 km bzw. 0,13 korrigiert.
Photometrische Messungen des Asteroiden fanden erstmals statt vom 19. bis 21. März 1983 am La-Silla-Observatorium in Chile. Aus der aufgezeichneten Lichtkurve wurde eine Rotationsperiode von 4,116 h abgeleitet. Weitere Beobachtungen am gleichen Ort während nur einer Nacht am 16. August 1984 wurden zu einer Rotationsperiode von 4,2 h ausgewertet.
Neue Beobachtungen erfolgten im Oktober 1996 am Observatorium Ostrowik in Polen, im Januar 1998 am Charkiw-Observatorium in der Ukraine und von Januar 1998 bis September 2001 am Observatorium Borówiec in Polen. Die Auswertung der Daten aus insgesamt 10 Nächten ergab eine Rotationsperiode von 4,1132 h. Die Form der aufgezeichneten Lichtkurven deutete darauf hin, dass (382) Dodona ein ziemlich langgestreckter Körper mit einem Nordpol weit entfernt von der Ebene der Ekliptik ist. Außerdem wurde aus den archivierten Daten von 1983 bis 2001 auch erstmals ein dreidimensionales Gestaltmodell des Asteroiden berechnet für zwei alternative Rotationsachsen mit prograder Rotation und einer Periode von 4,11322 h.
Im Jahr 2021 wurde aus archivierten Daten und photometrischen Messungen von Gaia DR2 erneut ein dreidimensionales Gestaltmodell des Asteroiden für eine Rotationsachse mit prograder Rotation und einer Periode von 4,11323 h berechnet.
Vom 22. März bis 7. April 2021 wurden an verschiedenen spanischen Observatorien neue photometrische Beobachtungen von (382) Dodona durchgeführt. Aus der Lichtkurve wurde hier eine Rotationsperiode von 4,113 h abgeleitet. Aus archivierten Daten des Asteroid Terrestrial-impact Last Alert System (ATLAS) aus dem Zeitraum 2015 bis 2018 wurde dann in einer Untersuchung von 2022 mit der Methode der konvexen Inversion eine Rotationsperiode von 4,11323 h berechnet.